# Friedrich Wetter
Friedrich Wetter (Landau in der Pfalz, 20 februari 1928) is een Duits geestelijke en kardinaal van de Katholieke Kerk.
Wetter studeerde aan de Theologische Hogeschool Sankt Georgen in Frankfurt am Main en aan het Gregorianum in Rome. Hij werd op 10 oktober 1953 tot priester gewijd en promoveerde in 1956 tot doctor in de theologie op een proefschrift over de werken van paus Benedictus XII. Van 1956 tot 1958 werkte Wetter als kapelaan in Speyer, waar hij vervolgens tot 1960 docent aan het grootseminarie was. Tussen 1961 en 1965 werkte hij aan zijn Habilitatie. In 1965 was dit werk, dat handelde over de Drie-eenheidsleer van de Schotse theoloog en filosoof Johannes Duns Scotus. Hij werd vervolgens hoogleraar dogmatiek aan de Johannes Gutenberg-Universiteit Mainz.
In 1968 benoemde paus Paulus VI hem tot bisschop van Speyer. In 1982 werd hij door paus Johannes Paulus II benoemd tot aartsbisschop van München-Freising, als opvolger van Joseph Ratzinger, die tot prefect van de Congregatie voor de Geloofsleer was benoemd. Tijdens het consistorie van 25 mei 1985 werd hij kardinaal. De Santo Stefano Rotondo werd zijn titelkerk.
In 2003 vroeg Wetter die vijfenzeventig geworden was - zoals volgens het canoniek recht - is voorgeschreven - ontslag. De paus hield dit verzoek in beraad. Uiteindelijk verleende paus Benedictus XVI hem in februari 2007 ontslag. Hij vroeg Wetter tegelijk om als apostolisch administrator aan te blijven, om het bestuur van het aartsbisdom waar te nemen, totdat een opvolger was benoemd. Op 30 november 2007 benoemde de paus Reinhard Marx als zodanig.
Kardinaal Wetter - die gold als een vriend van paus emeritus Benedictus - nam deel aan het Conclaaf van 2005.
- Bibsys: 6000623
- Bibliothèque nationale de France: cb13169880v (data)
- CiNii: DA02746773
- Gemeinsame Normdatei: 117327999
- International Standard Name Identifier: 0000 0001 0927 2932
- Library of Congress Control Number: n98084613
- Nationale Bibliotheek van Tsjechië: jn20040203003
- Nationale Bibliotheek van Israël: 987007269720105171
- Nationale Bibliotheek van Polen: a0000001114862
- Nederlandse Thesaurus van Auteursnamen: 067678297
- Réseau des bibliothèques de Suisse occidentale: 02-A003970222
- Système universitaire de documentation: 035140976
- Virtual International Authority File: 95214801
- WorldCat: E39PBJqfD8v8YGyYgD86pGB773